# Miekak
Miekak (ook wel Mäkak) is een plaatsaanduiding binnen de Zweedse gemeente Arjeplog. Het is plek aan de Piterivier, die bijzonder afgelegen ligt. Het is een vis- en jachtkamp binnen het gebied van Luokta-Mavas. Vanwege de afgelegen ligging wordt het wel het laatste restje natuur van Zweden genoemd. Binnen een straal van 40 kilometer vindt geen enkele permanente bewoning plaats of is er iets dat als weg kan worden aangeduid. Miekak is alleen bereikbaar met de helikopter vanuit Tjärnberg (zomer) of Arjeplog (winter). In de winter en lente is het dorp ook per sneeuwscooter bereikbaar vanuit Örnvik. De temperatuur kan hier wel tot –40 °C dalen. Met wandelschoenen is het altijd van de Kungsleden bereikbaar, maar men wordt dan vergezeld door horden muggen of knutten. Op de bonnefooi gaan is niet mogelijk, men moet vooraf reserveren.